# Clydonella vivax
Clydonella vivax – gatunek ameby należący do rodziny  Vannellidae z supergrupy Amoebozoa według klasyfikacji Cavaliera-Smitha.
Forma pełzająca jest kształtu półokrągłego lub wachlarzowatego z gładką przednią krawędzią. Hialoplazma zajmuje około połowę lub więcej całkowitej długości pełzaka. Osobnik dorosły osiąga długość 12,6 – 18 μm, szerokość 9 – 15,3 μm. Posiada pojedyncze jądro o średnicy około 2,8 μm.
Forma swobodnie pływająca posiada wiele długich, tępo zakończonych pseudopodiów.
Występuje w morzu.